# 袋屋美術館
袋屋清左衛門邸 袋屋美術館（ふくろやせいざえもんてい ふくろやびじゅつかん）は長野県中野市にある美術館。小林一茶と親交のあった商家の後継者が1996年から家屋を美術館として一般公開したもので、一茶ゆかりの品のほか、歴代の当主が収集した美術品を展示している。

## 概要
小林一茶は1822年（文政5年）頃から信州中野の袋屋訪れ、六代袋屋清左衛門（梅堂）・七代目梅塵と親交が厚かった。門人たちが集まり、袋屋で歌仙が行われた。一茶が故郷信州に住むようになったのは、1813年（文化九年）12月（一茶52歳）。 一茶はすでに俳諧師として名をとり、交友として小布施・六川の梅松寺住職知洞・陣屋の椎谷藩士大綾、湯田中（山ノ内町）の門人湯本希杖・其秋父子、夜間瀬（山ノ内町）の四人衆、坂口楚江、中島雲里、柳沢貞淳、小林邑雪らがいた。また、小布施や湯田中で盛んに句会を催していた。袋屋美術館は袋屋に伝わる一茶にかかわる美術品を展示している。

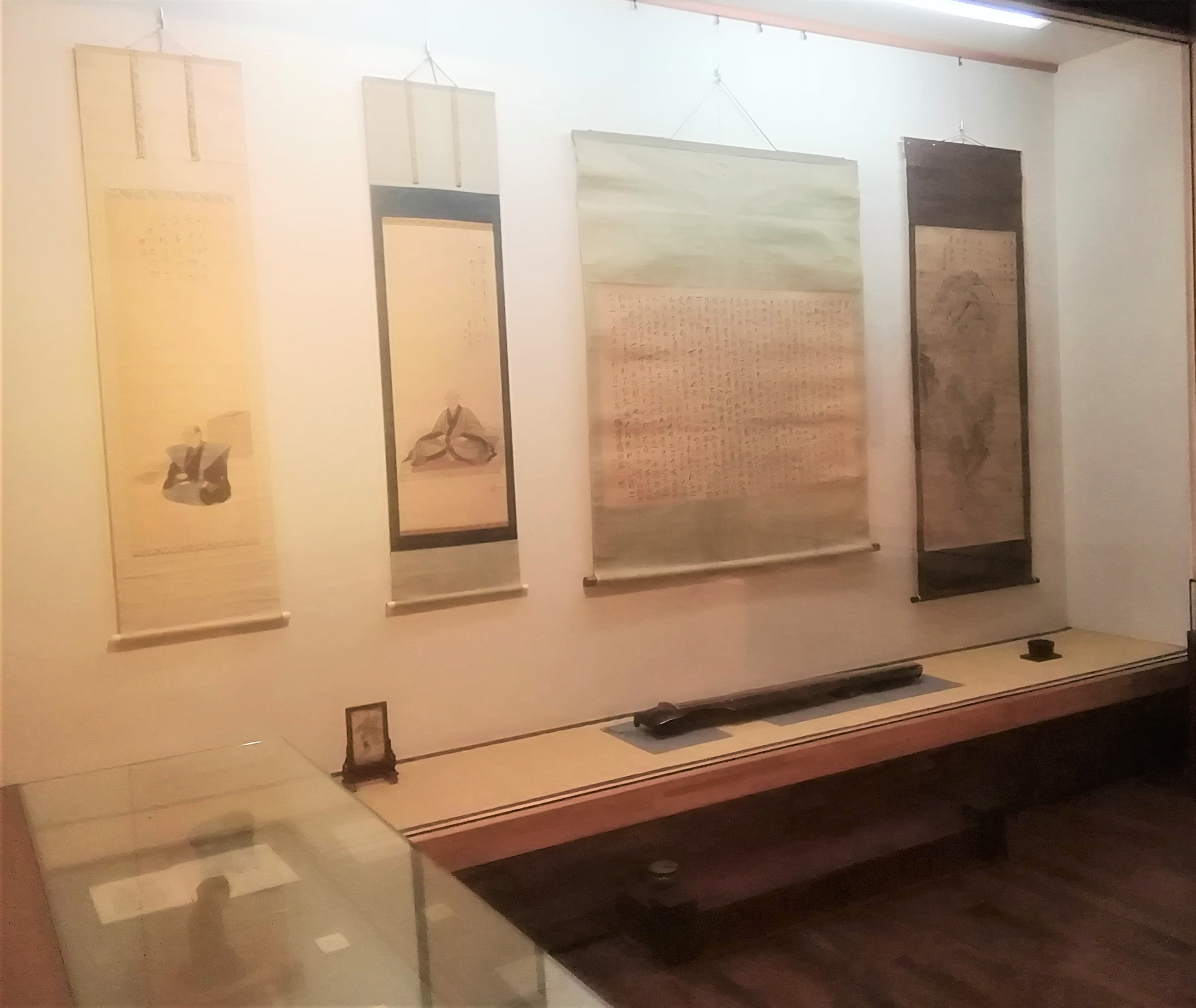

## 営業時間
- 午前10時～午後5時 (4時30分までに入館)

## 定休日
- 毎週月曜日休館 祭日の翌日は休館 (翌日が土・日の場合は開館)

## 入館料
- 一般 400円、学生 300円 小学生以下は無料(父兄同伴) 団体割引あり[2]。

## 交通アクセス
- 上信越自動車道信州中野ICから車で約15分
- 長野電鉄信州中野駅から徒歩約15分